# Effet de distanciation
Pour les articles homonymes, voir Distanciation.
Un effet de distanciation est un procédé utilisé dans le cadre d’une narration fictionnelle, ayant pour objectif d’interrompre le processus naturel d’identification du lecteur ou du spectateur aux personnages auxquels il est confronté.

## Définition
Cet effet littéraire prend une grande place dans le théâtre épique de Brecht en utilisant notamment l'historisation, en posant les situations dans leurs singularité historiques, ainsi que la mise en évidence des contradictions du texte lui-même au sein de la pièce, du jeu d'acteur, d'une double énonciation, de l'utilisation du chant, du décor ou d'une narration discontinue séparée par des commentaires par exemple. Il s'agit d'une rupture avec la vision du théâtre que Brecht appelle aristotélicien, dont l'objectif est la catharsis, et avec le naturalisme ayant cours dans le théâtre du XIXe siècle.
Brecht n'invente pas les effets qui lui permettent d'obtenir l'effet de distanciation, il théorise cet effet. Il s'inspira des codes et conventions du théâtre japonais[réf. nécessaire] et du théâtre chinois, du théâtre du Moyen Âge, du théâtre élizabéthain ainsi que des écrits de Frédéric Schiller[réf. nécessaire]. Il invente le terme de Verfremdungseffekt (de l'allemand fremd : étrange, étranger, inconnu), la distanciation au théâtre en vue de la désaliénation du spectateur, c'est-à-dire la réduction de sa passivité en mettant en évidence les discours orchestrés par le spectacle. Le concept de distanciation pris plus largement, le théâtre est déjà une distanciation de la réalité. Il n'est bien entendu pas la réalité. Brecht introduit l'élément didactique de cette distance avec la réalité : la volonté de rendre le spectateur conscient des mécanismes en jeu sous ses yeux. 
La distanciation chez Brecht est intimement liée à un projet politique visant à rendre l'homme conscient de sa capacité à transformer son environnement. L'homme étant capable de transformer la nature par la science, il doit porter sur le monde le même regard objectif que la science permet : L'avantage essentiel que le théâtre épique tire de la distanciation (laquelle vise exclusivement à montrer le monde sous un angle tel qu'il apparaisse comme susceptible d'être pris en main par les hommes), c'est justement son caractère naturel et terrestre, son humour, son refus de toute cette mystique dont le théâtre traditionnel est redevable à des époques depuis longtemps révolues. B. Brecht, Écrits sur le théâtre, trad. de J. Tailleur, Paris, L'Arche, 1972, p. 337.
Pour l'acteur cela passe par l'interdiction de s'identifier à son personnage.
Ce procédé peut être utilisé dans toute forme de narration : au théâtre, en littérature, à la télévision ou au cinéma.

## Techniques

### Briser le quatrième mur
La technique la plus élémentaire consiste à « briser le quatrième mur » : un personnage prendra à partie le lecteur ou le spectateur en l’interpellant directement.

### Emploi d’un «tiers» au récit
Il pourra s’agir d’un narrateur ou d’un personnage mis en abîme. L’emploi d’un chœur dans le théâtre grec antique est aujourd'hui considéré comme le premier usage, volontaire ou non, d’un procédé de distanciation.[réf. souhaitée]

## Par domaine

### Théâtre
On la trouve dans la modernité théâtrale (Brechtienne) Brecht a décidé de rompre avec l'illusion théâtrale (pareil que le nouveau roman[réf. nécessaire]). Le spectateur est dans une position de réflexion par rapport à ce qu'il regarde. Ceci n'est seulement possible qu'à partir d'une distanciation (et non pas effet de réalité) qui permet au spectateur un détachement critique vis-à-vis de la pièce qui se joue, de la caractérisation des personnages et surtout une conscience de la théâtralité de la représentation.
La distanciation du théâtre épique brechtienne peut être opposée (avec des nuances) à la participation que la théorie du théâtre de la cruauté de Antonin Artaud promeut au même moment.

### Littérature
On la trouve déjà chez Diderot, qui s'adresse directement au lecteur dans Le Neveu de Rameau. Elle est employée aussi par Houellebecq dans certains passages d'Extension du domaine de la lutte où il mentionne au lecteur son hésitation à employer tel style plutôt que tel autre, et assez fréquemment chez Frédéric Dard dans ses San-Antonio.
Plus largement, on a pu définir la science-fiction comme la littérature de la distanciation cognitive.

### Télévision
Dans quelques-uns des premiers épisodes des Cinq Dernières Minutes le commissaire Bourrel s'adressait au public en plein cours d'enquête. Par la suite, il ne le fit plus que dans la séquence finale où il expliquait l'affaire.

### Cinéma
- Woody Allen utilise parfois la distanciation en s'adressant directement à la caméra dans ses films.
- Michel Gondry et la « Stephane Tv » dans La Science des Rêves.
- Jean Luc Godard en fait un usage important dans ses premiers métrages, notamment A bout de souffle et Les Carabiniers. Il utilise notamment le regard caméra, un montage saccadé et une réflexion politique novatrice permettant aux spectateurs de réfléchir.